# Antonija Štupca
Antonija Štupca, slovenska učiteljica, kulturna in socialna aktivistka, * 4. januar 1874, Šempeter v Savinjski dolini, † 13. december 1962, Maribor. 

## Življenje
Rodila se je Antonu in Mariji, r. Kreft. Oče je bil učitelj petja in s sestro je obe rad vzel s seboj k pouku, kjer sta si vzgojili ljubezen do glasbe in slovenščine. Do smrti očeta je živela v Stopercah, potem pa se je z materjo in sestro preselila na Ptuj. Leta 1878 je mati dobila službo grajske oskrbnice in preselile so se v Ormož, kjer je leta 1886 zaključila osnovno šolo. Tam jo je lokalni župnik, ki je govoril le nemško, zmerjal zaradi prepevanja slovenskih pesmi, ona pa se ni odrekla ne slovenščini in ne maši, zato je vsako nedeljo v cerkev peš hodila na Ptuj. Zatem se je preselila k botri v Maribor in šolanje nadaljevala v meščanski šoli, leta 1892 pa je z odliko končala šolanje na učiteljišču v Gradcu. Tam si je s štipendijo lahko privoščila učne ure petja in igranja klavirja.
Po šolanju je zavrnila ponudbo za poučevanje na graški meščanski šoli in se vrnila domov učit slovenske otroke. Od leta 1892 do 1905 je poučevala v Markovcih, kjer je učence vključila v pevski zbor in jih spodbudila k igranju v mladinskih igrah. Zaradi nasprotovanja nemškutarsko usmerjenega ravnatelja je odšla v Krčevino pri Mariboru in tam poučevala v dvojezični šoli. Tudi tam je bila izpostavljena grobim napadom nemškega dnevnika Marburger Zeitung, okrajni glavar grof Attems pa ji je večkrat prepovedal peti v mariborskem Narodnem domu, kjer je učila slovenske pesmi. Leta 1919 postala ravnateljica dekliške meščanske šole v Mariboru in to službo opravljala do upokojitve leta 1928. Po upokojitvi je v svojem stanovanju nudila bivanje dekletom iz revnejših družin, da so postale neodvisne.

## Delo
Od leta 1893 je bila aktivna v bralnem društvu v Markovcih, v ormoški, ptujski in mariborski čitalnici je nastopala na koncertih in gledaliških predstavah ter igrala v ormoškem godalnem kvartetu bratov Serajnik.
Bila je med ustanovitelji učiteljskega društva Slomškova zveza (1900), kjer so si prizadevali za šolstvo na verski osnovi. Kot soavtorica je leta 1907 objavila prvi zvezek pomožnega učbenika Nazorni nauk za drugo in tretje šolsko leto, samostojno pa je let 1918 izdala učbenik Učna snov za pouk o alkoholu v ljudskih šolah. Pisala je poučne povesti in črtice iz življenja slovenskih učiteljev.
Na Štajerskem, Kranjskem in Primorskem je predavala o slabostih in nevarnostih alkohola, udeleževala pa se je tudi protialkoholnih kongresov. Leta 1918 in 1919 se je udeležila več taborov v okviru boja za severno mejo in za Koroško. Leta 1920 se je na ljubljanskem shodu Krščanske ženske zveze kot aktivna članica Mariborskega ženskega društva zavzela za splošno volilno pravico in za slovenske ozemeljske interese na zahodni meji. Od leta 1921 do 1941 je bila predsednica društva za podporo revnim učencem, od leta 1936 do 1941 pa predsednica Društva za varstvo deklet.

## Dela
- Nazorni nauk za drugo in tretje šolsko leto, 1907 (COBISS).
- Učna snov za pouk o alkoholu v ljudskih šolah, 1918 (COBISS).